# 白木清か
白木 清か（しらき さやか、1973年5月17日 - ）は、元テレビ朝日キャスター。学習院大学卒業。1996年入社

## 来歴・人物
1996年から1997年まではテレビ朝日のスポーツ記者だったが、久米宏から「ニュースステーションで報道をやってみないか」と誘われる。最初は出演を断ったが、熟考のうえ承諾。1998年5月11日からニュース担当キャスターとして出演、番組内のスポーツ特集も担当した。
1999年12月に日本ハムファイターズの金子誠と結婚し、テレビ朝日を退社した。現在は、早稲田セミナーのマスコミ・アナウンス講師を担当。